# Droga I/50 (Słowacja)
Droga krajowa nr 50 (słow. cesta I. triedy 50, I/50) – dawna droga krajowa I kategorii na Słowacji biegnąca od przejścia granicznego z Czechami w miejscowości Holbová przez Prievidzę, Zwoleń, Koszyce i Michalovce do granicy z Ukrainą w miejscowości Vyšné Nemecké. Ma 438,04 km długości dzięki czemu jest najdłuższą drogą krajową na Słowacji. Przechodziła przez trzy kraje: trenczyński, bańskobystrzycki i koszycki. Na odcinku Šášovské Podhradie – Budča miała wspólny bieg z drogą ekspresową R1. Na tym samym odcinku płynęła wzdłuż niej rzeka Hron (w przeciwną stronę). Na całej długości była to droga międzynarodowa. Miała wspólny bieg z pięcioma trasami europejskimi: od granicy z Czechami do węzła z autostradą D1 była fragmentem trasy europejskiej E50, od tego miejsca do Šášovskich Podhradii biegła nią E572, od tej wsi do Koszyc miała wspólny bieg z trasami E58 i E571. Ponadto w Zwoleniu na odcinku dwóch kilometrów biegła nią również E77. Od Koszyc aż do granicy z Ukrainą z powrotem miała wspólny przebieg z E50, a także z E58. Krzyżowała się natomiast z trasami E75 i E71.
Od 1 sierpnia 2015 droga przestała istnieć, a jej poszczególne odcinki zostały włączone do innych dróg krajowych:
- odcinek Drietoma – Ladomerská Vieska przemianowano na drogę nr 9,
- odcinek Ladomerská Vieska – Šašovské Podhradie został przyłączony do drogi nr 65,
- odcinek Zwoleń – Koszyce przemianowano na drogę nr 16,
- odcinek Koszyce – granica z Ukrainą przemianowano na drogę nr 19.

## Ważniejsze miejscowości leżące na trasie I/50
- Bánovce nad Bebravou
- Nováky
- Prievidza
- Handlová
- Żar nad Hronem
- Zwoleń
- Detva
- Łuczeniec
- Rymawska Sobota
- Tornaľa
- Rożniawa
- Moldava nad Bodvou
- Koszyce
- Sečovce
- Michalovce
- Sobrance